# Sclerocrangon salebrosa
Sclerocrangon salebrosa is een garnalensoort uit de familie van de Crangonidae. De wetenschappelijke naam van de soort is voor het eerst geldig gepubliceerd in 1839 door Owen.